# Chamechaude
Vous lisez un « bon article » labellisé en 2014.
Chamechaude est un sommet du département français de l'Isère s'élevant à 2 082 mètres d'altitude, ce qui en fait le point culminant du massif de la Chartreuse, dans les Alpes. Comme la plupart des sommets des Préalpes, il est constitué en partie de calcaire urgonien. Si son versant occidental est aisé à gravir depuis le col de Porte, son versant oriental présente des parois verticales difficiles à franchir en randonnée pédestre mais comportant de nombreuses voies d'escalade ouvertes dès la fin de la Seconde Guerre mondiale.
La montagne fait partie du parc naturel régional de Chartreuse et d'une zone naturelle d'intérêt écologique, faunistique et floristique. Le chamois est notamment présent dans les parties abruptes, au-dessus de la limite des arbres.

## Toponymie
Le nom Chamechaude est issu de Chame chauve, pouvant être interprété comme « chalme dépourvue de végétation », du latin culmen (« cime, élévation rocheuse »), et désignant plus spécifiquement un pâturage et le sommet qui le domine, ; il a donné également le mot « chaume ». L'altération du nom est antérieure au XIXe siècle. Pourtant, on rencontre parfois encore le latin « calvus » pour expliquer l'étymologie de « chaude », ce qui en ferait l'« alpage ensoleillé », explication considérée comme peu probable.

## Géographie

### Situation

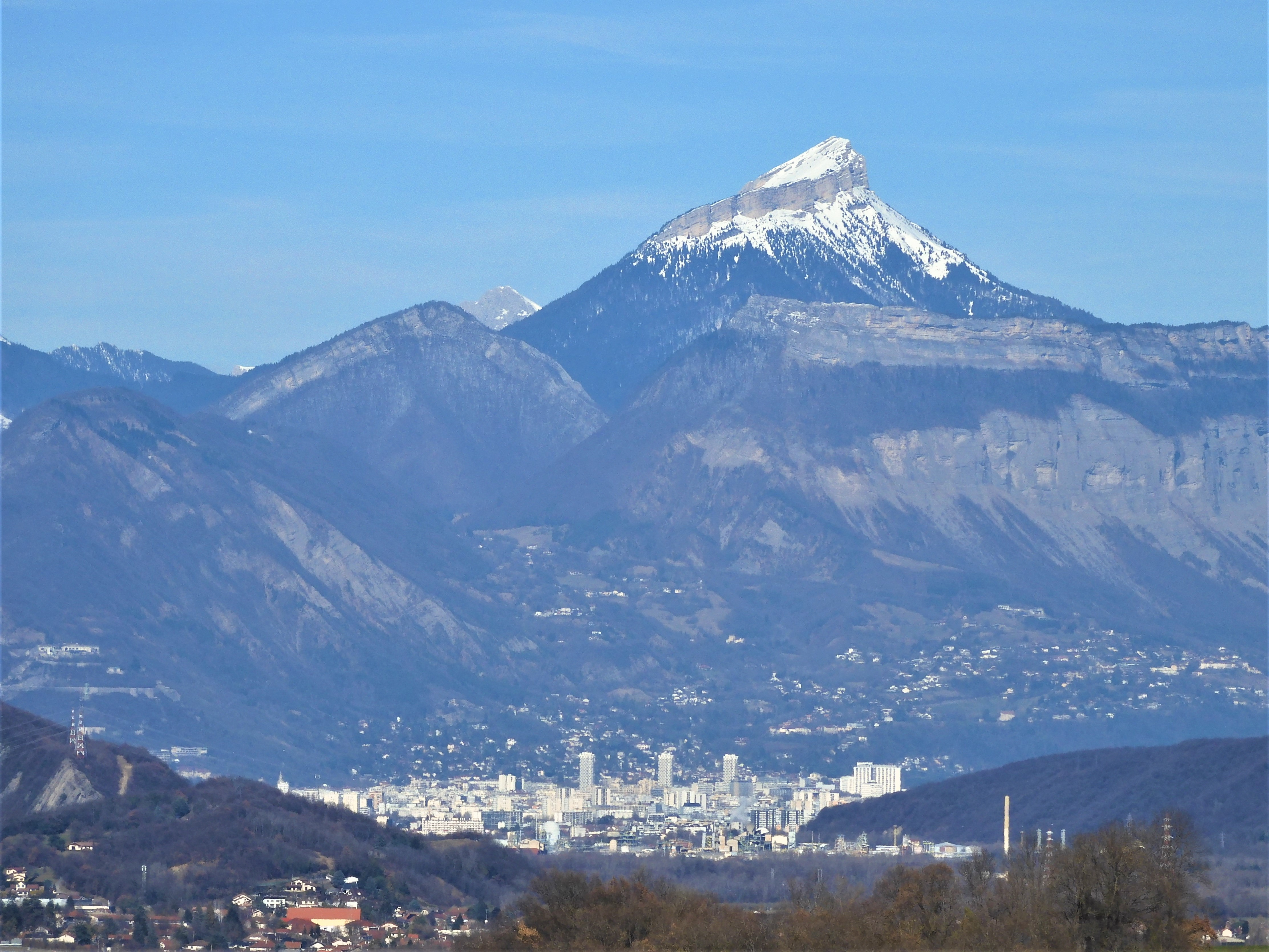
Vue de Chamechaude dominant les tours de l'Île-Verte et le Centre hospitalier universitaire Grenoble-Alpes depuis le sud.

Chamechaude est situé dans le Sud-Est de la France, dans la région Auvergne-Rhône-Alpes et le département de l'Isère. 
Son sommet est à la jonction des communes de Saint-Pierre-de-Chartreuse, Sarcenas et Le Sappey-en-Chartreuse. Il se trouve à une douzaine de kilomètres au nord-est de Grenoble et à près de cent kilomètres au sud-est de Lyon. Il fait partie du massif préalpin de la Chartreuse.
Il domine le Charmant Som (1 867 m) au nord-ouest, la Pinéa (1 771 m) à l'ouest, l'Écoutoux (1 406 m) au sud-ouest, les barres du mont Saint-Eynard (1 379 m) au sud et au sud-est, et le roc d'Arguille (1 768 m) au nord-est.

### Topographie

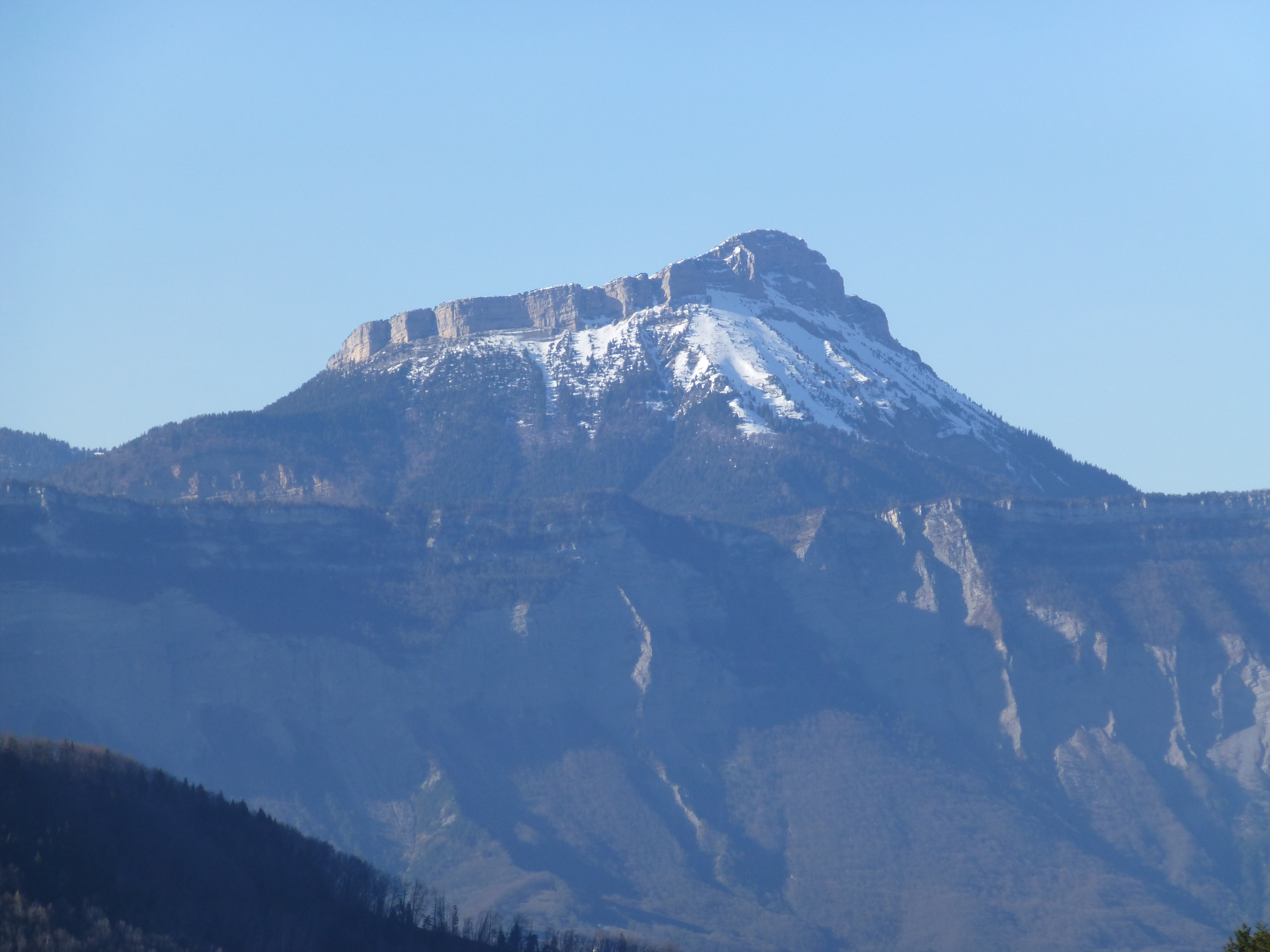
Vue de Chamechaude depuis la table d'orientation des Seiglières, à Saint-Martin-d'Uriage dans la chaîne de Belledonne.

Le sommet s'élève à 2 082 mètres d'altitude, ce qui en fait le point culminant du massif de la Chartreuse. Sa proéminence est de 1 769 mètres, soit la quatrième plus importante de France métropolitaine ; le sommet plus élevé le plus proche est la pointe de la Sitre (2 195 m), une cime secondaire de la Grande Lance de Domène (2 790 m) dans la chaîne de Belledonne, à 18 kilomètres au sud-est. Chamechaude est entouré par le col de Porte (1 326 m) à l'ouest et le col de Palaquit (1 154 m) au sud-ouest, qui sont des cols routiers, ainsi que le col de l'Émeindras (1 372 m) à l'est, qui est parcouru par le GR9 et le GR du Tour de Chartreuse.
Chamechaude présente sur son versant oriental une paroi verticale d'environ 200 mètres de hauteur surmontant un talus d'éboulis ; elle est entaillée, légèrement au sud du sommet, par la brèche Arnaud. Le versant occidental se compose de dalles calcaires superposées et inclinées d'où émerge le monolithe de la Folatière, un rocher situé en contrebas du sommet et résistant à l'érosion. Les gorges de l'Oiseau, dominées par les falaises du Jardin, entaillent l'extrémité septentrionale de la montagne et sont parcourues par le ruisseau du Fontanil. Elles jouxtent le Grand Ravin, l'une des plus grandes ravines de Chamechaude, située au nord-ouest de la montagne. Le ruisseau de l'Herbetan prend sa source au nord-est du sommet, sous la falaise de la Roche du Nord et au nord du col de l'Émeindras. La Vence et son affluent la Loux prennent leur source respectivement au sud-ouest et au sud du sommet. La seconde est dominée par la falaise de Roche Rousse. Celle-ci, qui surplombe du haut de ses 1 400 mètres d'altitude le hameau du Churut au Sappey, résulte d'un écroulement, survenu il y a plusieurs siècles et qui lui donne sa couleur et son nom.

### Géologie

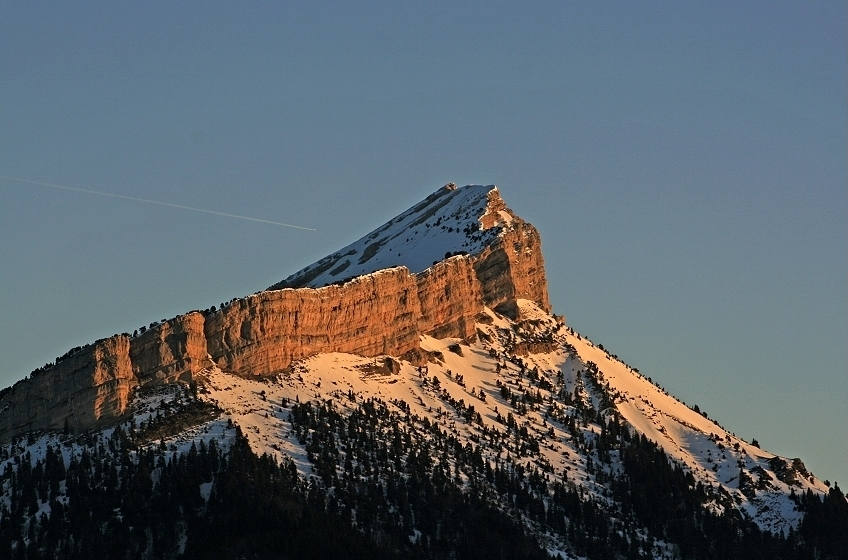
Vue des couches calcaires et du volet synclinal de Chamechaude depuis le mont Saint-Eynard.

Chamechaude est composé de calcaires reposant sur des roches marneuses. Les dalles constituant le sommet forment un volet synclinal perché avec un faciès urgonien caractéristique des Préalpes. En raison de l'érosion, il y est toutefois moins bien préservé que sur les sommets alentour et s'étend sur seulement un kilomètre par 500 mètres. Le monolithe de la Folatière est un reliquat d'une de ces dalles. Certaines roches urgoniennes présentent des fragments des extrémités de polypiers branchus. La partie inférieure des falaises, enfouie sur le versant occidental au niveau de la faille de décrochement des Bachassons, est faite de calcaire du Barrémien, alors qu'à hauteur du talus et de la partie supérieure de la forêt, le calcaire date du Hauterivien. Le tout repose sur des calcaires du Fontanil-Cornillon particulièrement visibles au niveau de Roche Rousse. Enfin, la base de la montagne est faite de marnes de Narbonne, dont l'érosion a mis au jour le Grand Ravin.

### Climat
Le massif de la Chartreuse est soumis à un climat océanique montagnard. Il agit comme une barrière face aux vents dominants d'ouest venant de l'océan Atlantique et reçoit ainsi une grande quantité de précipitations, avec un pic au début du printemps et un autre au début de l'automne. Un tiers de ces précipitations se produit sous forme de neige. De ce fait, l'épaisseur du manteau neigeux au col de Porte (1 326 m) avoisine un mètre fin février, mais a atteint des hauteurs record de 200 à 230 centimètres pour la même période en 1979, 1982 et 1985. Toutefois, l'enneigement moyen, qui a diminué de moitié depuis cinquante ans, est mesuré à cinquante centimètres en moyenne depuis dix ans au cours de l'hiver. Ainsi, depuis les années 2000, la neige se maintient en moyenne 150 jours par an au col de Porte, soit trente jours de moins que dans les années 1960 ; la présence d'un manteau neigeux supérieur à un mètre a reculé de quinze jours tous les dix ans en moyenne sur la même période. Cette observation coïncide avec une hausse des températures de 1,4 °C depuis un demi-siècle sur une période du 1er décembre au 30 avril.

### Faune et flore

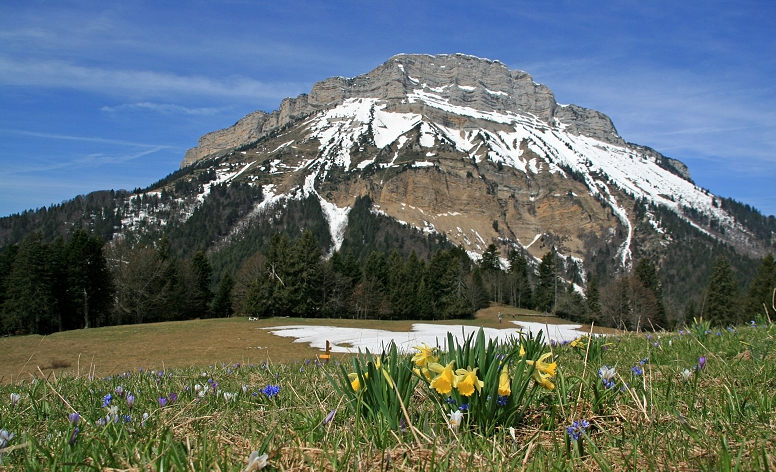
Vue depuis les Émeindras variant les alpages, la forêt, les talus et les falaises sommitales.

Chamechaude est un refuge du chamois, essentiellement dans ses versants les plus escarpés au nord et à l'est. La présence du chevreuil, du sanglier et du cerf est également avérée en Chartreuse centrale. Parmi les oiseaux figurent le Tétras lyre, le Tichodrome échelette et le Chocard à bec jaune.
La forêt de sapins, épicéas et hêtres qui ceinture la montagne abrite le Sabot de Vénus et la Pyrole à feuilles rondes. La Gagée jaune pousse dans les pâturages. On trouve également l'Aconit anthore, l'Arabette à feuilles de serpolet, le Buplèvre à longues feuilles, le Cirse des ruisseaux, l'Épipogon sans feuilles, le Gaillet oblique, l'Avoine soyeuse, l'Épervière de Lawson, le Millepertuis à sous, la Balsamine des bois, l'Orobanche du sermontain, le Polystic à aiguillons, la Potentille luisante, la Primevère oreille d'ours, la Pyrole intermédiaire, la Renoncule de Séguier.

## Histoire
La date de la première ascension de Chamechaude est inconnue. Les versants de la montagne sont occupés depuis plusieurs siècles, comme l'attestent les quelques haberts, constitués d'une maison d'habitation et d'une grange étable, généralement construits aux XVIIe et XVIIIe siècles.

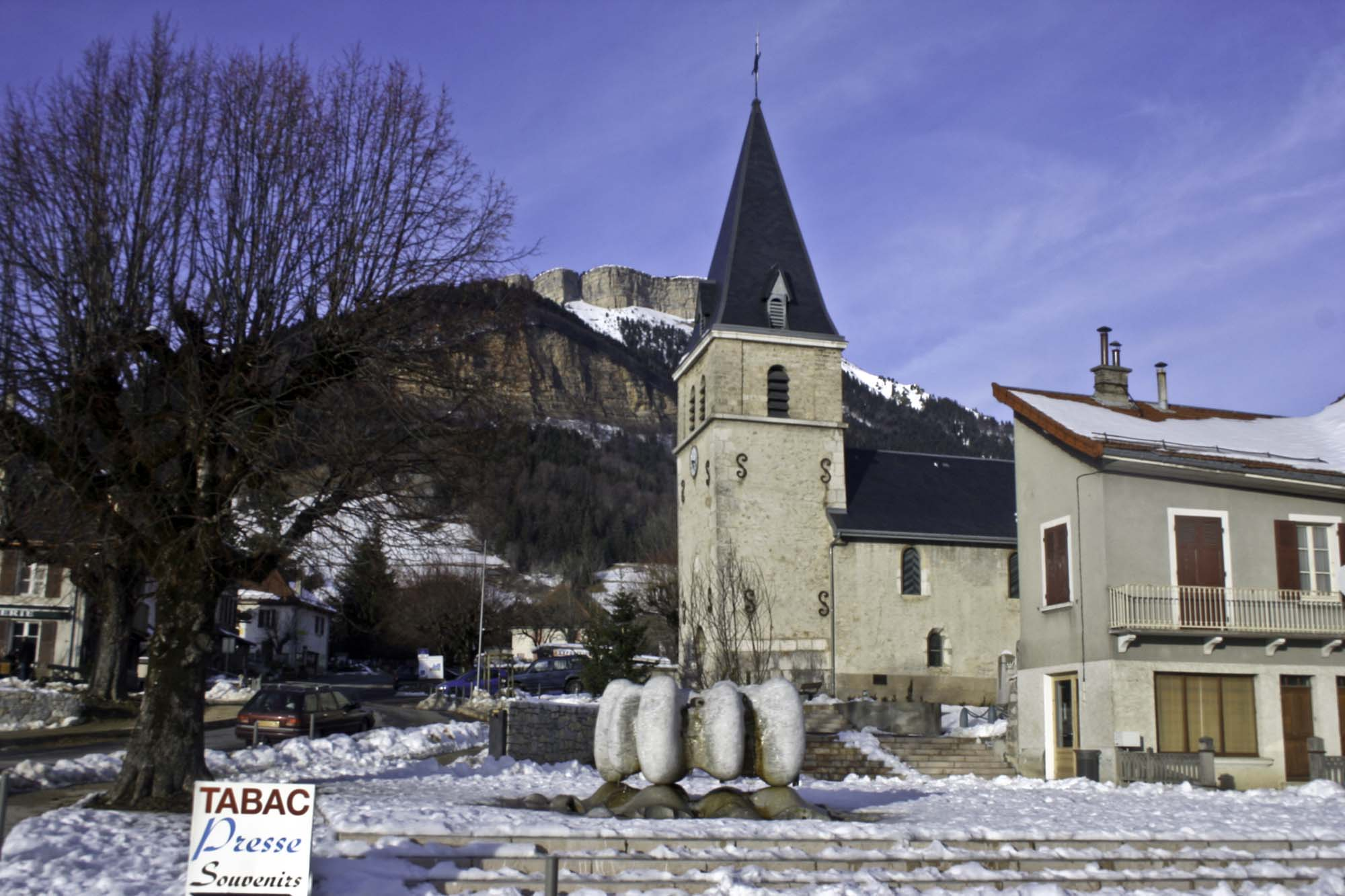
Vue de l'église du Sappey-en-Chartreuse dominée par Chamechaude.

Une croix sommitale est visible sur une photo dont l'existence semble remonter au 5 juillet 1896. Une nouvelle croix est érigée le 19 août 1919. Une procession, conduite par le vicaire Jules Vernaz, part du Sappey à six heures du matin, au son des cloches de l'église. Un grand nombre d'anciens poilus y participent, accompagnés du curé du village, l'abbé Fleur, et de l'archiprêtre de Domène. Alors soldats, ils s'étaient promis, en cas de victoire et en accord avec la paroisse, de refaire le chemin de croix. La montée vers le sommet passe par le col de Porte. La croix est constituée de trois tronçons afin d'en faciliter le transport ; du ciment et de l'eau sont également hissés. Le sommet est atteint trois heures et demie plus tard. À dix heures passées, la croix est dressée. Des sonneries de clairons sont émises, des cantiques et un sermon sont prononcés avant que la croix ne soit bénie,.
Les premières voies d'escalade font leur apparition dans les années 1940 : le pilier Tobey (ou pilier Oriental) est ouvert dans sa partie inférieure par S. Coupé et G. Lyan en 1945 et complété par L. Berger et A. Tobey en 1950, tandis que la cheminée de l'Y est vaincue par C. Buxtorf, C. Fontaine et R. Pilotti en 1946. Toutefois, le véritable essor a lieu dans les années 1960 : le pilier Gris par Y. Morin, J.-C. Planchon et B. Vartanian en 1962, la fissure Jaune par J. Pilon, A. Rebreyend et M. Robert le 22 novembre 1964, le pilier Central par D. Delin, G. Marchesin et G. Richerand en 1965, le pilier de Droite par J.-C. Gallet et G. Marchesin en 1966, la voie du 24-Septembre par P. Abatte, G. André, J. Chabert, D. Delin et B. Fouchere en 1967, voies auxquelles peut s'ajouter la voie Ultime par J. Bechia, E. Laroche-Joubert et B. Vartanian en 1973.
Au cours du XXe siècle, une transhumance se déroule chaque été, de juin à septembre vers le habert de Chamechaude, à 1 570 mètres d'altitude au sud-est du sommet. Toutefois, en raison de l'absence de source proche, de la pente et de l'étroitesse du pâturage ne pouvant accueillir que 300 moutons, elle est abandonnée en 1963. L'élevage reprend en 1979 et le habert, désormais en lisière de forêt, est rénové. La tonte de l'herbe par les animaux contribue à lutter naturellement contre les avalanches en hiver. Pourtant, le 5 février 1980, c'est l'abri de l'Émeindra-de-Dessous, transformé en refuge de montagne et occupé en permanence par deux gardiens, qui est emporté par une masse de neige sortie de son couloir naturel. La gardienne, enceinte de sept mois, et son frère sont grièvement blessés par l'explosion de gaz qui s'ensuit.

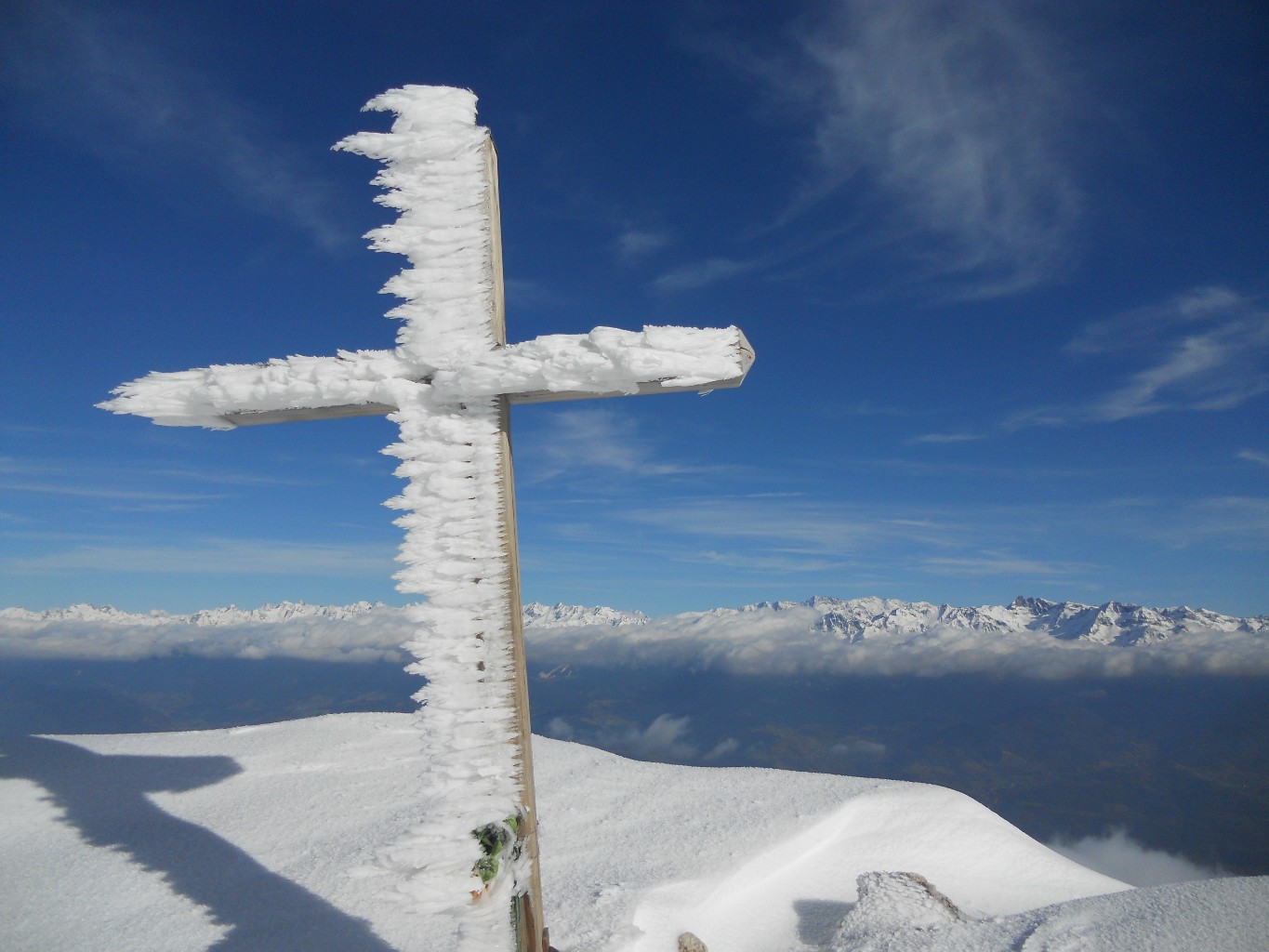
Vue de la croix sommitale contemporaine à la fin de l'hiver.

L'année 1979 voit aussi l'instauration d'une messe en plein air tenue chaque dernier dimanche de juillet par le père Bruno Rendu, curé du Sappey, dans une clairière sur les pentes méridionales de la montagne. Elle est suivie d'un repas champêtre au habert de Chamechaude, en collaboration avec le berger et au son des cors de chasse et des accordéons.
Durant l'année 2000, plusieurs croix sommitales sont vandalisées dans le massif de la Chartreuse. L'année suivante, deux nouvelles croix sont préparées pour la Grande Sure. La plus grande est installée afin qu'elle soit visible depuis le Voironnais. L'autre, plus ouvragée, est finalement posée sur Chamechaude, qui avait perdu la sienne depuis plusieurs années. Les deux pièces de chêne sont transportées le 16 décembre 2001 et fixées à un socle métallique installé quelques jours auparavant.

## Activités

### Activités sportives

#### Randonnées

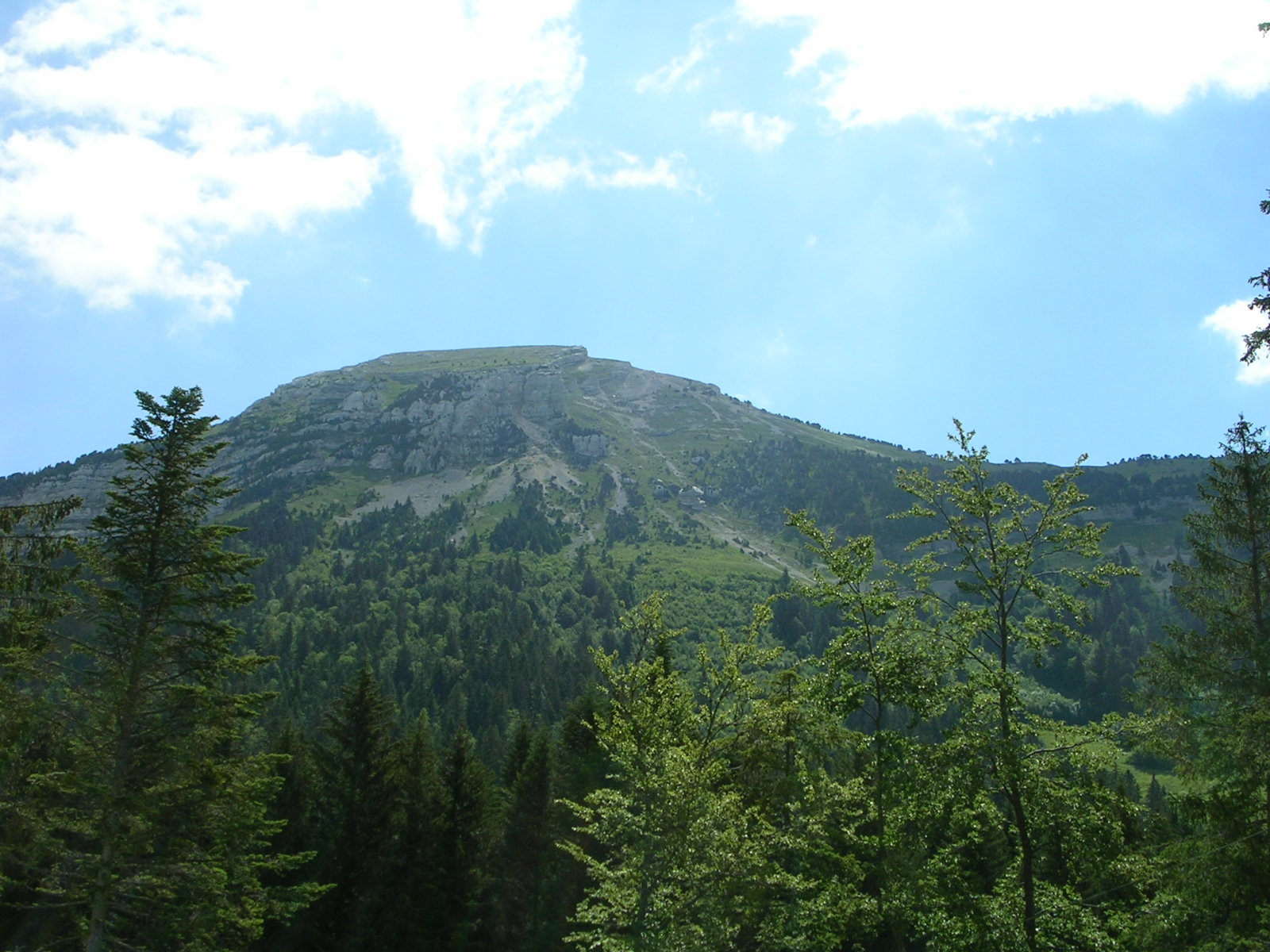
Vue depuis le col de Porte ; le monolithe de la Folatière est au centre, le Grand Couloir au-dessus à gauche.

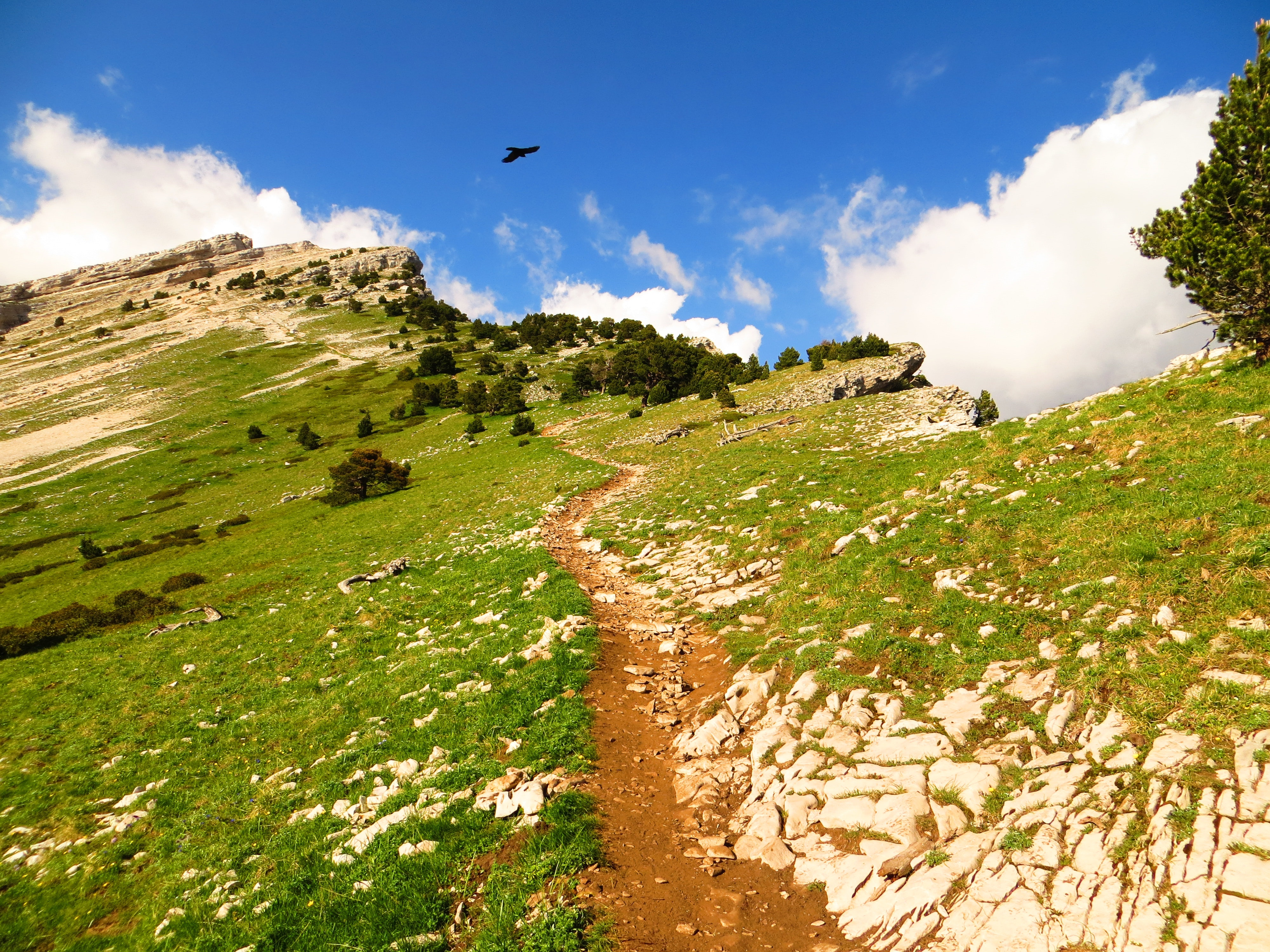
Vue du sentier grimpant vers le sommet de Chamechaude.

Le point de départ classique de cette randonnée pédestre ou à ski, qui arpente le versant occidental, se trouve au col de Porte. L'accès, aisé depuis Grenoble, en fait un itinéraire très fréquenté. L'hiver, le col se métamorphose en une petite station de sports d'hiver, reliée aux domaines alpins et nordiques des alentours. Deux téléskis et deux pistes — une rouge et une bleue — sont installés sur les pentes occidentales inférieures de la montagne. L'itinéraire présente un dénivelé d'environ 800 mètres. Sa partie inférieure remonte la piste bleue avant d'entrer sur une courte distance dans la forêt, jusqu'à la cabane des Bachassons. Par la suite, la pente devient plus soutenue sur un terrain plus rocheux, longe le monolithe de la Folatière pour franchir les premières barres rocheuses vers une zone parsemée d'arbres. La montée se poursuit vers l'arête sommitale en traversant une prairie d'altitude, puis en direction du nord jusqu'au sommet, barré par un dernier ressaut dont le franchissement est facilité par un câble. C'est l'unique passage pouvant présenter une difficulté. La descente peut emprunter des voies plus directes, plein ouest sous le sommet, par le Grand Couloir ou par les paravalanches, ou, au contraire, se prolonger plus au sud par rapport à l'itinéraire normal. Elles sont aisément skiables, y compris en snowboard, jusqu'au printemps si la stabilité du manteau neigeux le permet. À ski, il est possible, sous le Grand Couloir, de prendre la direction nord vers le Grand Ravin à travers les trouées de la forêt. Le passage de cette ravine oblige à quelques sauts et débouche dans le lit du torrent.

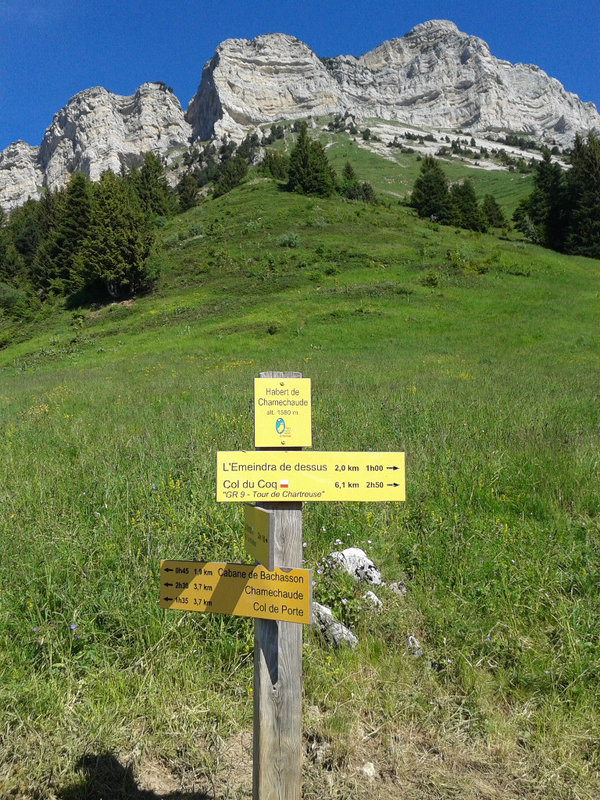
Vue de la brèche Arnaud (légèrement à gauche) depuis le départ des sentiers à l'alpage du habert de Chamechaude.

L'accès par la brèche Arnaud, en face est, depuis les prairies de Montjalat offre un dénivelé supérieur à 1 000 mètres avec une distance supérieure à la voie classique. L'itinéraire  emprunte le GR9 et le GR du Tour de Chartreuse jusqu'au habert de Chamechaude (1 570 m). Celui-ci, rénové en 2003, peut servir de refuge en dehors des périodes d'estive et offre une vingtaine de places. Légèrement au sud-ouest, en contrebas (1 360 m), se trouve la cabane forestière de Velouse, un abri sommaire disposant de six couchages. Le parcours devient ensuite plus délicat en raison du franchissement d'un couloir de 150 mètres de hauteur, avec des passages à 45 ou 50°, équipés de câbles. L'hiver, les petits ressauts qu'il comporte sont nivelés par l'accumulation de neige. Il peut alors s'avérer utile d'emporter des crampons. À la sortie de la brèche, l'ascension jusqu'au sommet se fait par l'itinéraire classique le long de l'arête. Le retour peut s'effectuer par la même voie avec une possibilité de descente en rappel. Il peut aussi emprunter le versant occidental jusqu'à la cabane des Bachassons et contourner les falaises au sud, par un sentier jusqu'au habert de Chamechaude, ou plus bas, par le GR du Tour de Chartreuse en direction du col de Palaquit pour rejoindre le Sappey.
Depuis le habert de Chamechaude, le tour de la montagne se fait par le Jardin, au nord. Les passages dans les ressauts rocheux, dont certains nécessitent la pose des mains, sont balisés. Ensuite, il faut suivre le sangle dans les falaises au nord-ouest du sommet, avec des passages vertigineux. Après le franchissement du Grand Couloir, l'itinéraire débouche dans les prairies d'altitude sous le sommet. Le retour peut se faire par les itinéraires précédents.

#### Escalade

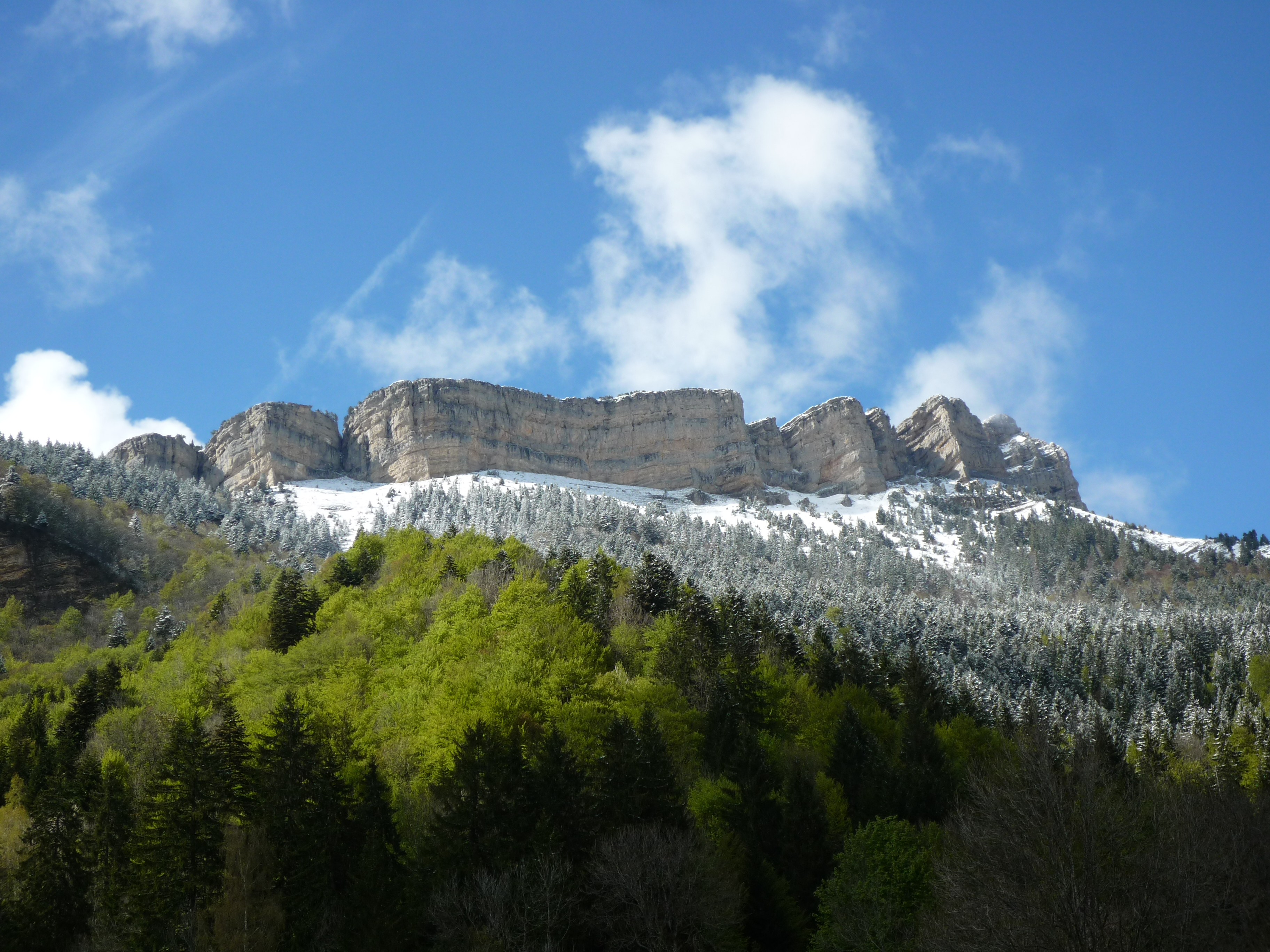
Vue des différents piliers de la falaise sud-est de Chamechaude, depuis Le Sappey-en-Chartreuse.

Il existe une douzaine de voies d'escalade dans Chamechaude ; leur cotation s'étale du 4b au 7c et leurs difficultés présentent un dénivelé de 100 à 300 mètres. La majorité de ces voies se trouve en face est. Parmi celles-ci, du nord au sud, Logic Ciel est accessible depuis le Jardin, qui présente 180 mètres de dénivelé et des difficultés du 7a au 5c ; la cheminée de l'Y est une classique, avec quelques parties communes avec la précédente, mais globalement plus à gauche, avec des passages en 4c ; le pilier de Droite est accessible soit depuis la cabane des Bachassons avec contournement sud de la montagne, soit depuis le habert de Chamechaude, puis en prolongeant au nord après la brèche Arnaud, et présente un dénivelé de 170 mètres avec des passages en 5c à 6b ; le pilier Central a un dénivelé de 200 mètres et il est coté 5c ; la voie Ultime a un dénivelé de 200 mètres et présente deux passages en dévers, à droite du pilier Tobey, qui lui valent d'être cotée 6a à 7c ; enfin, la voie du pilier Tobey à proprement parler est une autre classique avec un dénivelé de 200 mètres et des difficultés de 5b à 5c. Toujours dans les falaises orientales, mais avec une orientation sud-est et une exposition au soleil jusqu'en milieu d'après-midi, figurent la voie du 24-Septembre, sur la vire de départ vers le pilier Tobey, avec un dénivelé de 200 mètres et une cotation 5c à 6b ; le pilier Gris, peu au sud de la brèche Arnaud, avec un dénivelé de 150 mètres et des difficultés de 5c à 6a ; enfin, les Vertèbres à JC, ayant un dénivelé de 100 mètres et une cotation 5c. La fissure Jaune est orientée au sud, sur la gauche du pilier Gris, et offre une paroi de 100 mètres de hauteur pour des difficultés du 4b au 6b. La voie de la Conquête de l'Ouest est la seule présente dans le versant occidental de Chamechaude : ouverte seulement en 2012, de part et d'autre du Grand Couloir, elle commence au point le plus bas de son éperon nord-ouest et nécessite deux passages en rappel pour finalement se terminer dans l'éperon sud-est du Grand Couloir ; elle nécessite environ quatre heures mais présente plusieurs échappatoires. Au nord de la montagne se trouve une voie mixte de randonnée et escalade (4b à 4c), souvent en terrain humide, en plusieurs parties : elle emprunte d'abord une faille légèrement ascendante située sous le pas du Jardin avant de redescendre une partie légèrement boisée donnant sur le sangle du Jardin ; à son extrémité, à l'aplomb se trouve l'entrée d'un tunnel naturel, nommé grotte du Jardin, qui permet de franchir de part et d'autre un éperon rocheux et de redescendre par un rappel sur le petit cirque des Trous ; enfin, la voie des Trous permet de remonter les falaises jusqu'aux pentes du sommet.
Deux sites d'escalade glaciaire sont recensés dans Chamechaude, tous deux de 200 mètres de hauteur, dans le grand couloir des gorges de l'Oiseau et dans la roche du Nord au-dessus de l'Émeindras.

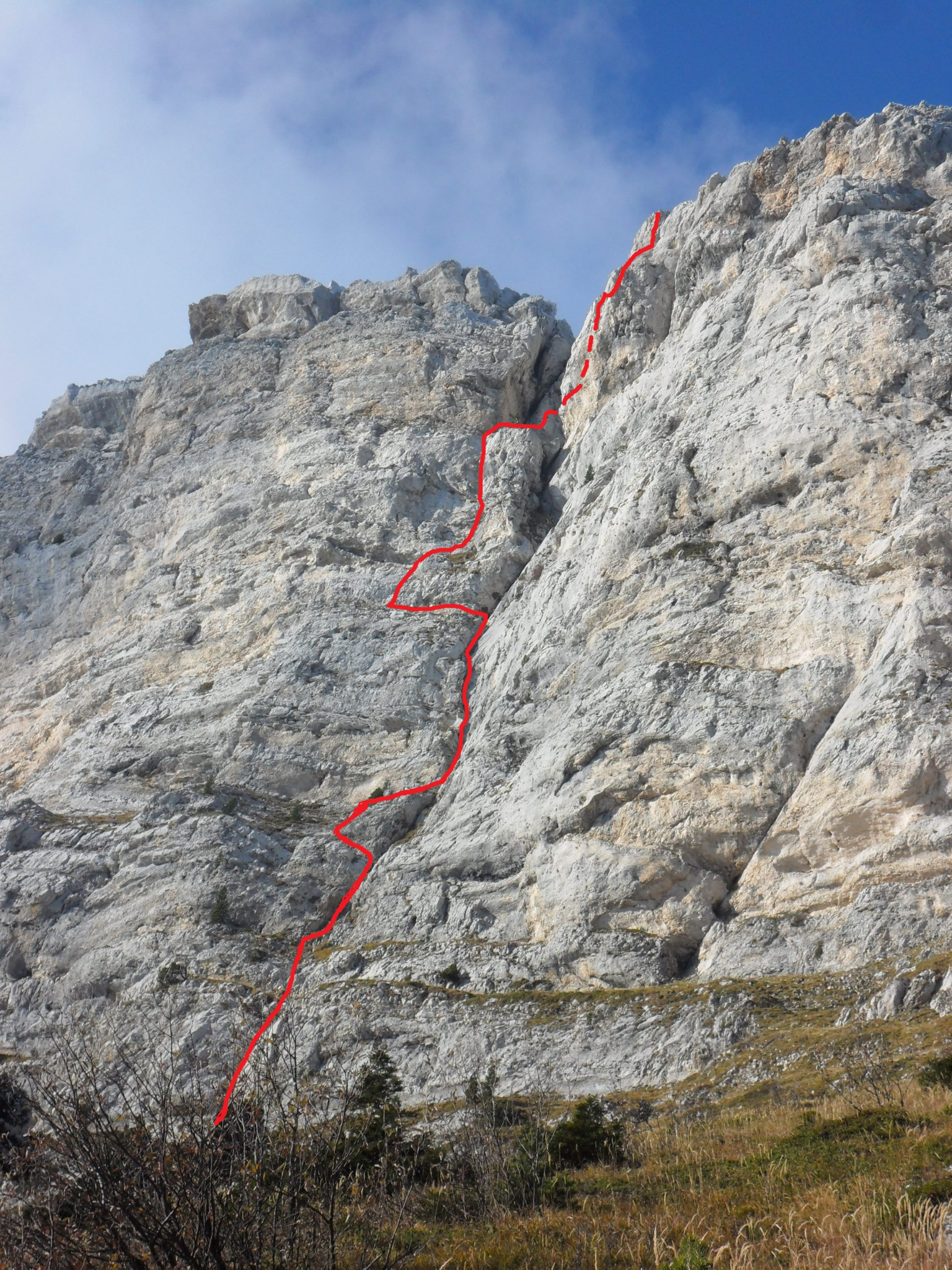
Tracé de la voie cheminée de l'Y.
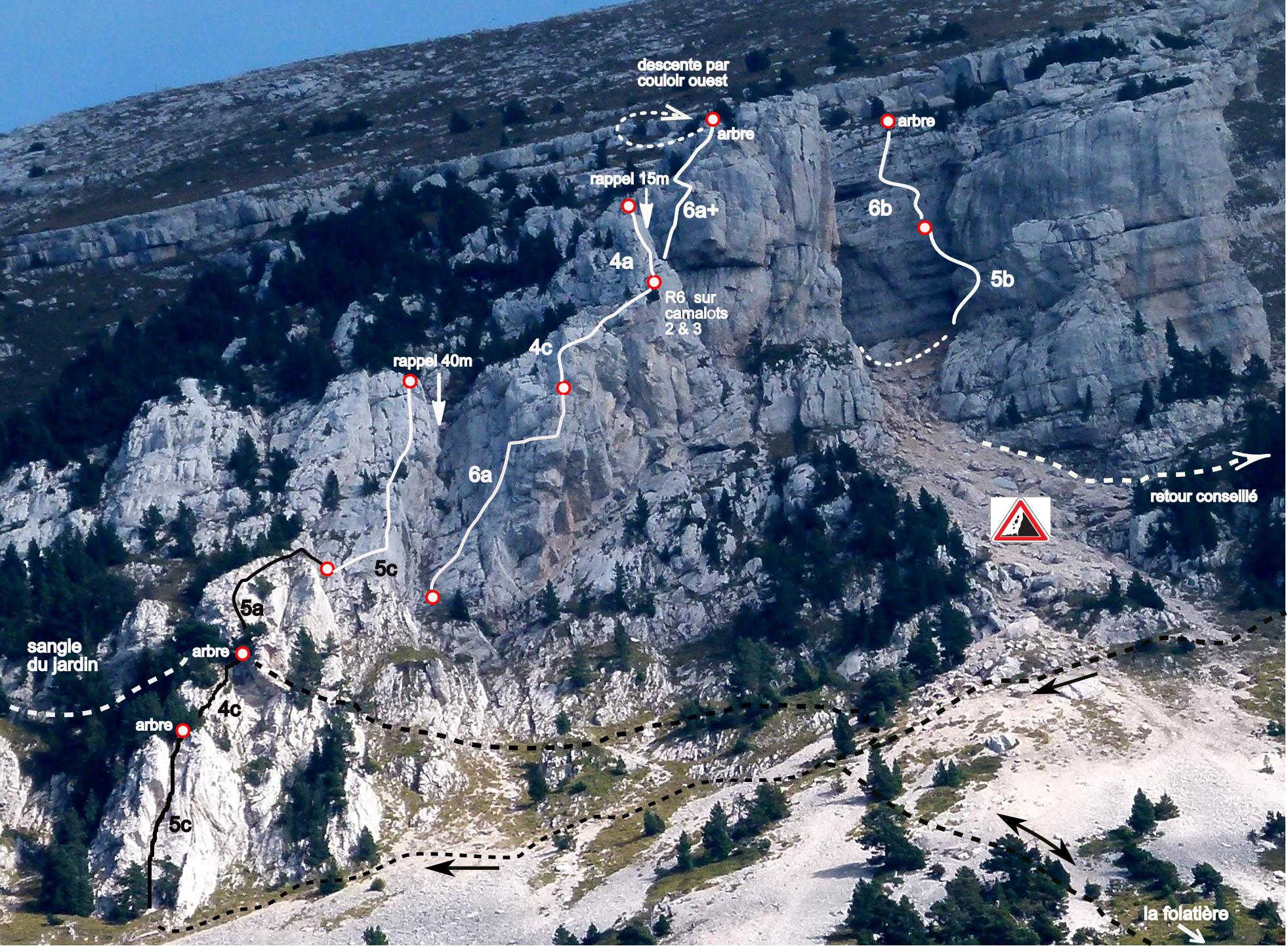
Topo-guide de la voie Conquête de l'Ouest.
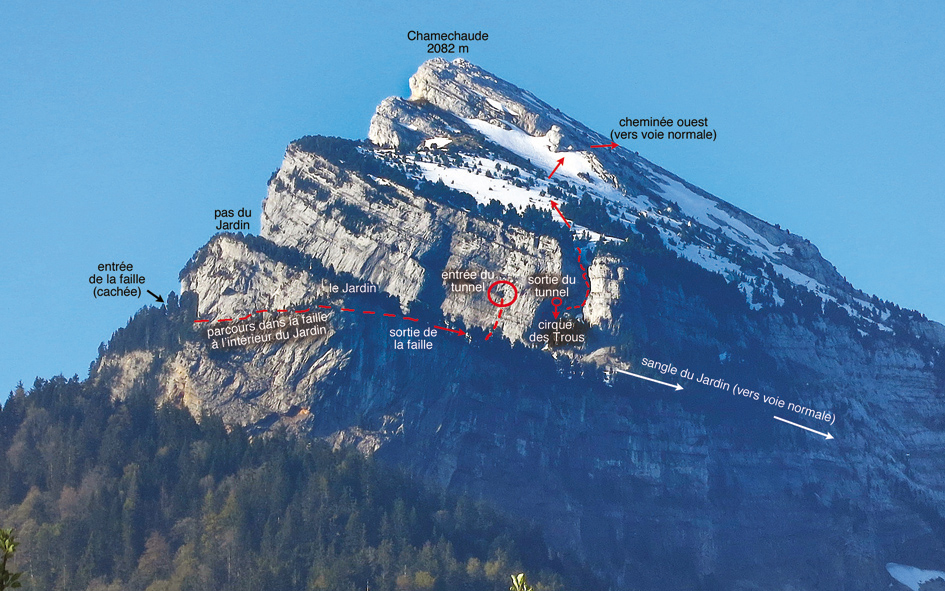
Tracé de la faille du Jardin et de la voie des Trous.
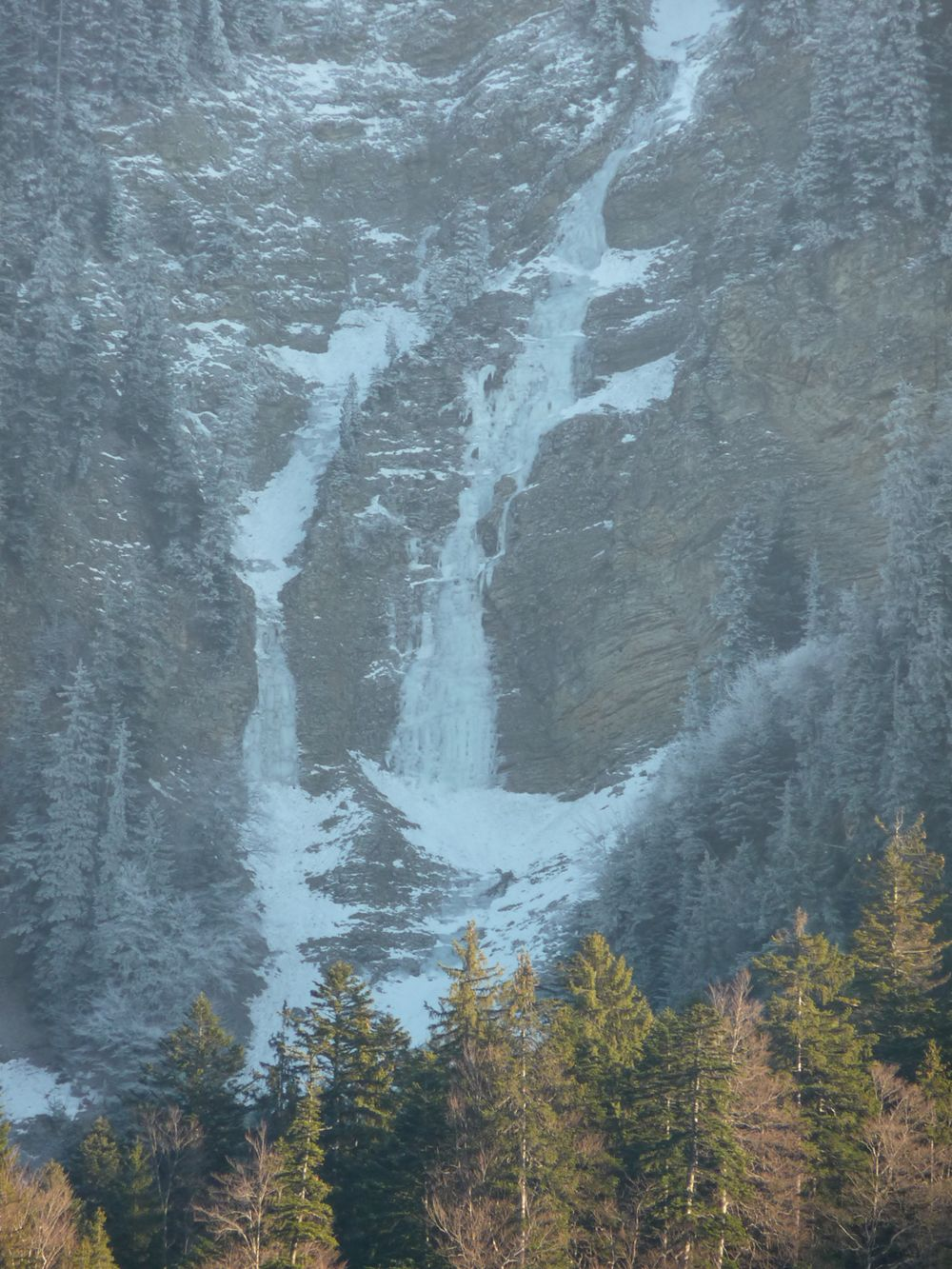
Cascade de glace dans les gorges de l'Oiseau.

### Protection environnementale
Chamechaude est situé au sein du parc naturel régional de Chartreuse, créé en 1995, qui couvre 767 km2 depuis la révision de sa charte en 2008. Le sommet est également classé en zone naturelle d'intérêt écologique, faunistique et floristique (ZNIEFF) de type I, qui s'étend sur 575,2 hectares.

## Culture populaire
En raison de son apparence de molaire, Chamechaude est parfois surnommée la « dent de Gargantua »,. Selon la légende, souffrant d'une molaire, celui-ci se l'aurait arrachée tout seul et l'aurait recrachée au loin, formant ainsi la montagne.